# Amphorophora bonnevilla
Amphorophora bonnevilla är en insektsart som beskrevs av Frank Hall Knowlton och Allen 1937. Amphorophora bonnevilla ingår i släktet Amphorophora och familjen långrörsbladlöss. Inga underarter finns listade i Catalogue of Life.